# Гонсалес, Альфредо
Альфре́до Гонса́лес (исп. Alfredo González, род. 11 марта 1915 в Буэнос-Айресе) — аргентинский футболист и тренер.

## Биография
Альфредо Гонсалес дебютировал в основном составе клуба «Тальерес» из Ремедиос-де-Эскалады в 16 лет. В 1936 году вместе с двумя партнёрами по «Тальересу» перешёл в «Боку Хуниорс», в составе которой за три года забил в 54 матчах 28 голов.
Высокая результативность привлекла внимание европейских клубов и Гонсалес в 1938 году на корабле отправился во Францию, чтобы подписать там контракт с одним из местных клубов. Однако по пути корабль задержался в Рио-де-Жанейро и Гонсалес решил попробовать силы во «Фламенго», где сразу же удачно вписался в состав и стал забивать ещё больше голов. С «Фламенго» в 1939 году аргентинец выиграл чемпионат штата. В следующем году он ненадолго вернулся на родину и один матч, проведённый за «Боку», позволил ему в первый и последний раз стать чемпионом Аргентины в качестве футболиста. Вскоре Гонсалес вернулся в Бразилию, где выступал за популярнейшие клубы — «Васко да Гаму», «Ботафого» и «Палмейрас» — до окончания профессиональной карьеры в 1946 году.
Чуть позже Альфредо Гонсалес начал тренерскую карьеру. В 1950 году возглавил «Интернасьонал», с которым выиграл Лигу Гаушу, причём «Интер», уже без аргентинского специалиста, сумел удерживать этот титул на протяжении следующих трёх лет.
В апреле 1960 года Гонсалес возглавил португальский «Спортинг», с которым тренер в 33 матчах одержал 22 победы, 4 раза сыграл вничью и проиграл в 7 матчах. Работа Гонсалеса ценилась руководством клуба вплоть до сенсационного поражения от скромного «Баррейру», которое лишило команду турнирной мотивации перед предстоящим дерби с «Бенфикой» и Гонсалеса сменил Отто Глория.
В 1966 году Гонсалес привёл «Бангу» ко второй и последней на данный момент победе в чемпионате штата Рио-де-Жанейро.
В 1968 году возглавил «Палмейрас». Под руководством Гонсалеса «свиньи» в 14 матчах одержали шесть побед, однажды сыграли вничью и проиграли семь матчей. «Зеленейшие» дошли до финала Кубка Либертадорес, где в третьем дополнительном матче уступили аргентинскому «Эстудиантесу», причём по разнице забитых и пропущенных мячей по итогам двух игр бразильская команда была лучше (1:2 в Ла-Плате и 3:1 в Сан-Паулу), однако на тот момент при обмене победами назначался дополнительный матч на нейтральном поле, вне зависимости от разницы мячей.
В 1970-е годы работал со «Спортом» из Ресифи, «Сампайо Корреа», «Бангу», «Виторией» из Салвадора, а также «Волтой-Редондой».

## Титулы и достижения

### В качестве игрока
- Чемпион Аргентины (1): 1940
- Чемпион штата Рио-де-Жанейро (1): 1939

### В качестве тренера
- Чемпион штата Риу-Гранди-ду-Сул (1): 1950
- Чемпион штата Рио-де-Жанейро (1): 1966
- Финалист Кубка Либертадорес (1): 1968